# Ulrike Wörner
Ulrike Wörner (* 21. Mai 1945 in Amerang; auch Ulrike Wax-Wörner) ist eine deutsche Studienrätin, Politikerin (Bündnis 90/Die Grünen), Autorin  und Kulturwissenschaftlerin. Von 1986 bis 1990 war sie Mitglied des Bayerischen Landtags.

## Leben
Ulrike Wörner ist in München aufgewachsen. Sie studierte in München und Würzburg Germanistik und Geschichte. Nach dem Ersten Staatsexamen 1969 absolvierte sie einen einjährigen Auslandsaufenthalt und arbeitete am Goethe-Institut in Helsinki / Finnland in der Erwachsenenbildung. Nach dem Referendariat war sie für die Fächer Deutsch, Geschichte und Sozialkunde im Schuldienst. Sie machte zusätzlich eine Ausbildung in Gestalt-Pädagogik.
Politisch war Wörner in verschiedenen Gruppierungen aktiv, darunter bei den Jungsozialisten in der SPD (Willy Brandt: Mehr Demokratie wagen!) und in der Gewerkschaft Erziehung und Wissenschaft. Im Zusammenhang mit evangelischen Dritte-Welt-Gruppen beteiligte sie sich mit der Brigade Bertolt Brecht am Bau eines Schulhauses in Nicaragua. Einige Jahre war sie für die Öffentlichkeitsarbeit für amnesty international an ihrem Wohnort verantwortlich. Über die Friedensbewegung und den Widerstand gegen eine atomare Wiederaufbereitungsanlage in Wackersdorf/Oberpfalz folgte ab 1983 eine Mitarbeit bei den Grünen, für die sie von 1986 bis 1990 unter ihrem Ehenamen Wax-Wörner in der ersten Fraktion dieser Partei im Bayerischen Landtag saß.
Nach ihrer Scheidung nahm sie wieder ihren Geburtsnamen Wörner an und zog nach Regensburg, wo sie nach einem Zweitstudium der Vergleichenden Kulturwissenschaft an der Universität Regensburg 2010 an der Philosophischen Fakultät III promovierte. Die Schwerpunkte ihrer Arbeit liegen heute in den Bereichen der Kulturgeschichte und der Bildforschung zu Frauen- bzw. Genderthemen. Zwischen 2014 und 2019 kuratierte sie Ausstellungen für das Museum Kloster Asbach im Landkreis Passau (einer Nebenstelle des Bayerischen Nationalmuseums), für das Frauenmuseum Meran/Südtirol, das Frauenmuseum Hittisau/Vorarlberg sowie das Frauenmuseum Wiesbaden.

## Veröffentlichungen
- Die Dame im Spiel. Waxmann, 2010, ISBN 978-3-8309-2332-9.
- Das Stuttgarter Spiel (um 1429) – ein Abbild der Jagd nach Liebe. Ikonologische Betrachtungen zu einem Kartenspiel aus dem Hause Wittelsbach. In: Bayerisches Jahrbuch für Volkskunde. 2011, ISSN 0067-4729, S. 27–39.
- Kruzifixa: Die gekreuzigte St. Wilgefortis/Ontcommer, S. Liberata, hl. Kümmernis. In: Brücke zum Wunderbaren. Von Wallfahrten und Glaubensbildern. 2014, S. 37–41.
- Humanistinnen und Reformatorinnen: Möglichkeiten und Grenzen der Teilhabe von Frauen an öffentlichen Diskursen an der Schwelle zur Frühen Neuzeit.
- Frau am Kreuz - eine neu entdeckte Kultfigur : Buch zur Ausstellung. Salzweg, 2015, ISBN 978-3-939723-44-8.
- Die Rolle von Laskarina Bouboulina und anderer „Kapitäninnen“ der griechischen Aufstände vor und nach 1821 im Spannungsfeld zwischen nationalem Heroismus und historischer Marginalisierung. In: Schriftenreihe des Otto-König-von-Griechenland-Museums der Gemeinde Ottobrunn. Nr. 36. Ottobrunn 2022, ISBN 978-3-9823922-3-3.